# Granville Proby (3e comte de Carysfort)
Granville Leveson Proby, 3e comte de Carysfort (12 novembre 1782 - 3 novembre 1868), est un commandant de la marine britannique et un homme politique Whig.

## Biographie
Il est le troisième et dernier fils de John Proby (1er comte de Carysfort) et de sa première épouse, Elizabeth Osbourne, et fait ses études à la Rugby School entre 1792 et 1798.

### Carrière navale
Il entre dans la marine le 21 mars 1798 en tant qu'aspirant à bord du navire Vanguard doté de 74 canons, sous le commandement du capitaine Edward Berry et servant de navire amiral d'Horatio Nelson. Il assiste à la bataille du Nil le 1er août 1799, puis est transféré sur le Foudroyant avec le capitaine Berry et, lors du blocus de Malte, participe à Bataille du convoi de Malte, et à la capture du navire French ship (Généreux) et du magasin armé Ville de marseille. Il participe également à l'action du 31 mars 1800 au cours de laquelle le Foudroyant, en compagnie du Lion et de la frégate Penelope (64 canons), s'empare du navire français French ship (Guillaume Tell), le navire amiral du contre-amiral Denis Decrès, au cours duquel le Foudroyant subit une perte de 8 hommes tués et 64 blessés, dont Proby .
En 1801, il est présent sur le Foudroyant sous l'amiral George Keith Elphinstone pendant la campagne d'Egypte. Il sert ensuite à bord de la frégate Santa Teresa, sous les ordres du capitaine Robert Campbell; la frégate Resistance, avec le capitaine Philip Wodehouse; et HMS Victory, vaisseau amiral de Lord Nelson. Le 24 octobre 1804, il est promu lieutenant et transféré dans la frégate Narcissus, sous le capitaine Ross Donnelly. En mai 1805, il passe, sous le capitaine Thomas Fremantle, sur un navire de 98 canons, le Neptune, et assiste à la bataille de Trafalgar le 21 octobre.
Le 15 août 1806, il est nommé commandant du sloop Bergère et promu capitaine le 28 novembre 1806, avec le commandement du navire à 54 canons Madras. À partir du 7 janvier 1807, il commande la frégate Juno en Méditerranée et, de 1808 à 1810, la frégate Iris dans la Manche, la Mer du Nord et la Baltique. Le 8 juin 1813, il est nommé sur le Laurel, au cap de Bonne-Espérance, et le 3 décembre 1814 sur l'Amelia, en Méditerranée (le navire sur lequel son frère aîné William était décédé en 1804). Il met fin à sa carrière navale en juillet 1816. Cependant, au fil du temps, le 23 novembre 1841, il est promu contre-amiral, le 16 juin 1851 au poste de vice-amiral et enfin, le 9 juillet 1857, il est amiral.

### Carrière politique
Outre sa carrière militaire, Carysfort représente également le comté de Wicklow au Parlement de 1816 à 1829 et exerce les fonctions de haut-shérif de Wicklow en 1831. En 1855, il succède à son frère aîné comme comte et entre à la Chambre des lords.

### Vie privée

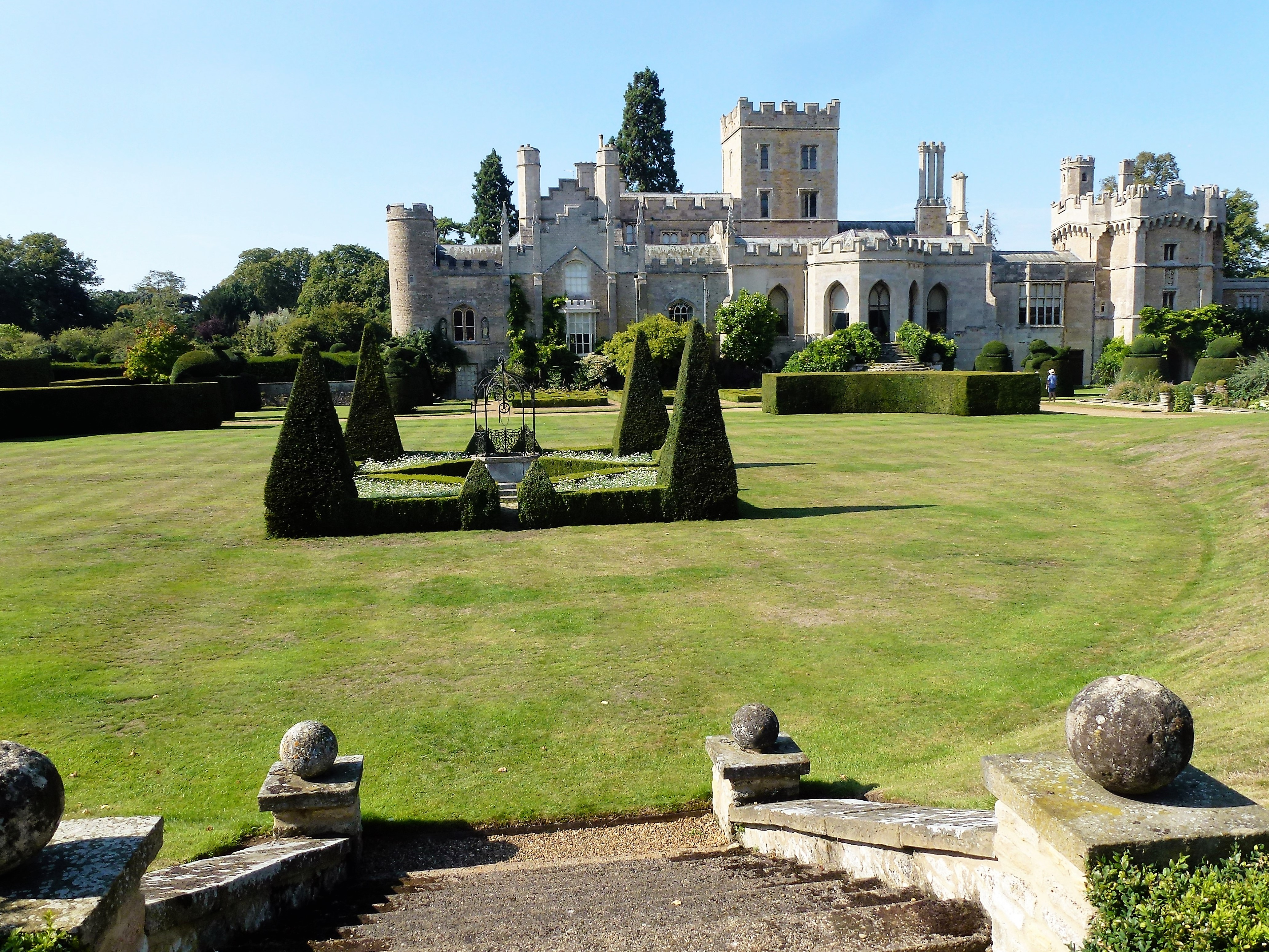
Elton Hall, Cambridgeshire

Il se marie en 1818 avec Isabella Howard, fille d'Hugh Howard. Ils ont quatre fils et quatre filles. Elle meurt en 1836, peu après la naissance de son plus jeune enfant. Lord Carysfort décède le 3 novembre 1868, à l'âge de 85 ans, dans la propriété familiale d'Elton Hall. Son deuxième fils aîné, Granville, lui succède comme comte. Il a :
- John Joshua Proby, Lord Proby (1823-1858)
- Granville Proby (4e comte de Carysfort) (1824–1872)
- Hugh Proby (1826–1852), émigré en Australie et décédé là-bas
- Theodosia Gertrude Proby (1833-1902), épouse de William Montagu Baillie, de Dochfour (1827-1902; il est un petit-fils du 5e duc de Manchester)
- William Proby (5e comte de Carysfort) (1836-1909)
- Frances Proby (d.1863), célibataire
- Emma Elizabeth Proby (d.1900), qui épouse Claud Hamilton (1813-1884)
- Isabella Proby (d.1866)